# 阿米什人

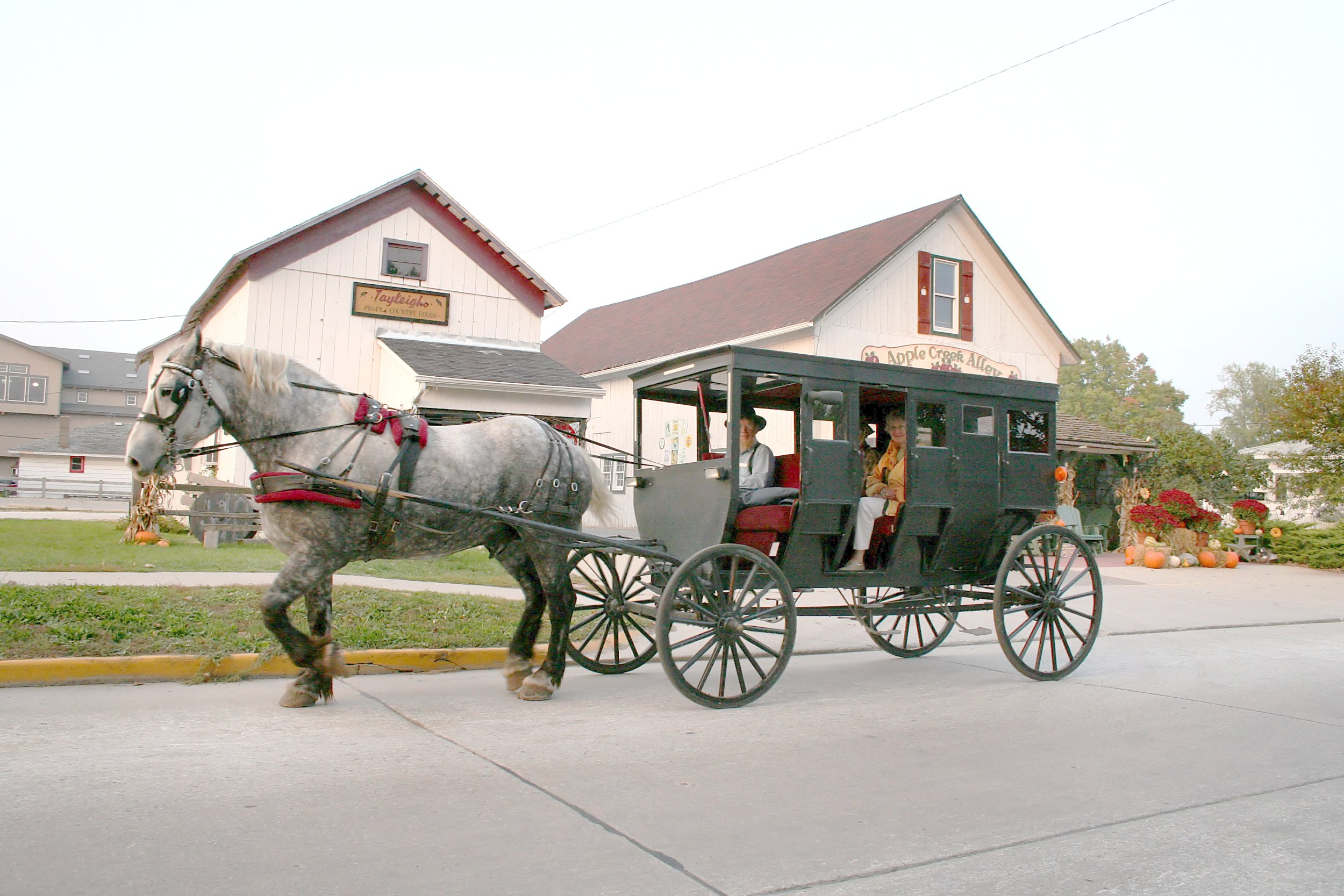
印第安那州Shipshewana鎮的阿米希人四輪馬車。

阿米希人（宾夕法尼亚德语：Amisch），又译亞米胥派，是基督新教重洗派門諾會中的一個信徒分支，阿米希人拒絕汽車及電力等現代設施，而且過著簡樸的生活。亞米胥派起自於1693年，由雅各·阿曼所領導的瑞士與阿爾薩斯之重洗派的分裂運動；追隨阿曼的教徒便被稱為阿米希人（Amish）。
在18世紀初期，許多阿米希人與門諾會信徒因為諸多原因移居賓夕法尼亞州。時至今日，大多數阿米希人傳統後裔仍然說賓夕法尼亞德語（或稱賓夕法尼亞荷蘭語）。不過在某些保守派阿米希人社區，尤其是在印第安納州，主要使用一種瑞士德語方言。在2000年時，美國境內有超過165,000保守派阿米希人，在加拿大境內則有約1,500人。2008年的調查顯示阿米希人的人口數增加到了 227,000人，在2010年有研究顯示在過去兩年阿米希人的人口增加了10%而達 249,000，且朝西部移動的情形增加中。

## 历史

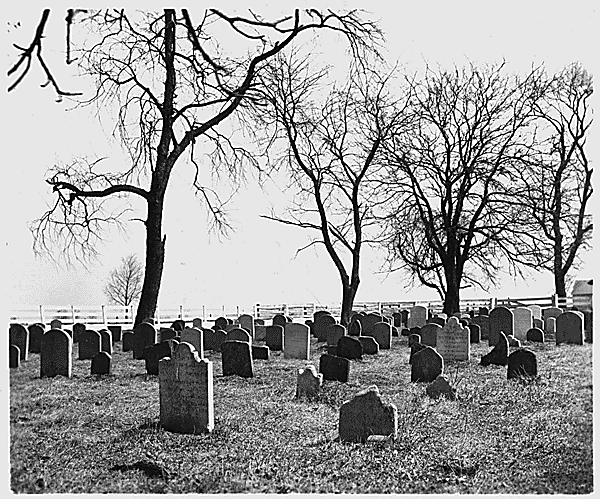
阿米什人的墳地

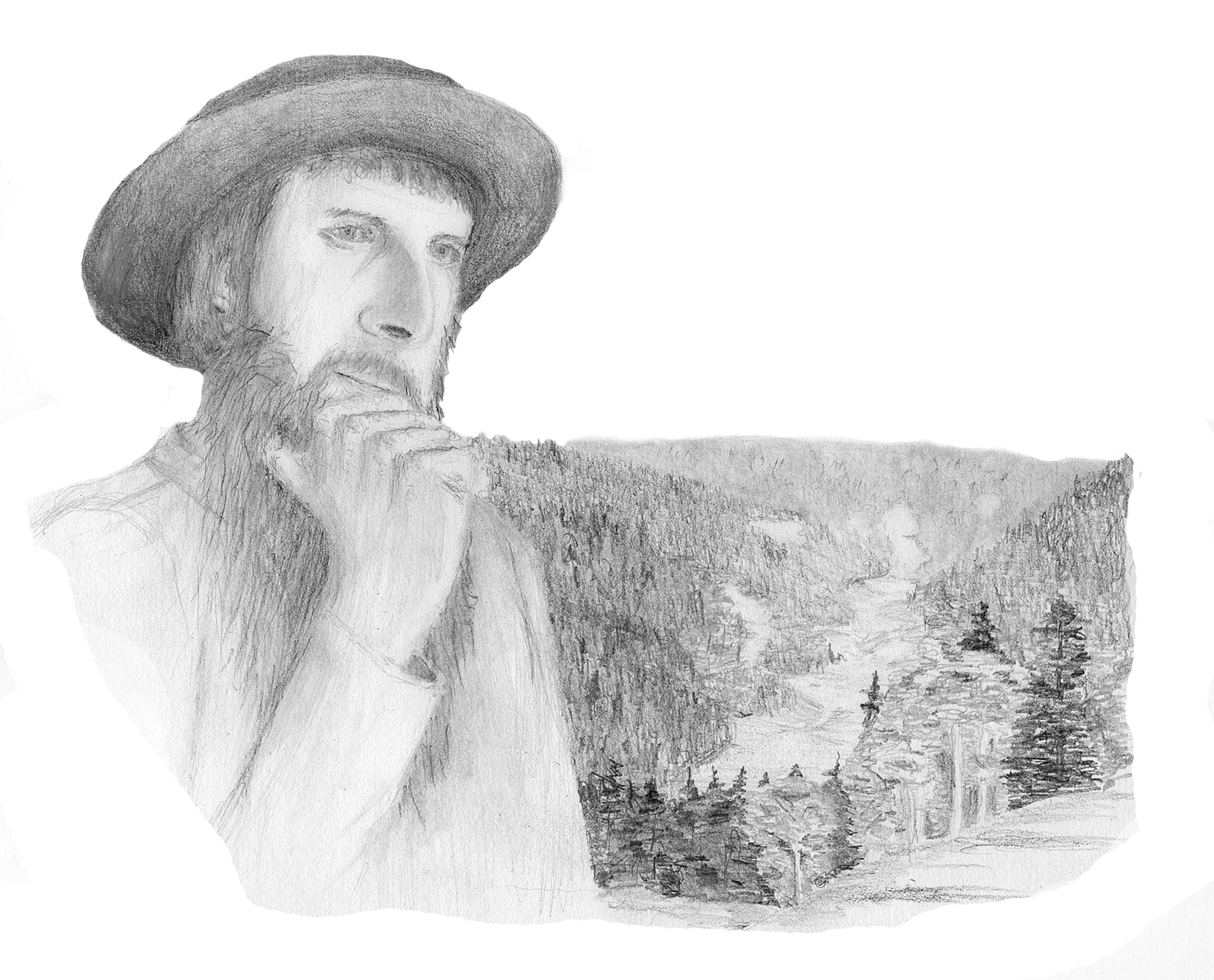
雅各·阿曼

与门诺派类似，阿米什人是16世纪早期激进宗教改革形成的瑞士重洗派后裔。
阿米什运动得名于瑞士门诺派领袖雅各·阿曼。阿曼认为门诺派已经渐渐偏离了西蒙斯的教导，特别是闪避（shunning）被驱逐会员的做法。瑞士门诺会从未像低地重洗派一般严谨地实施闪避。阿曼则坚持严格实施闪避，甚至到了这个地步：拒绝同配偶吃住，直到对方悔改自己的行为。
由于在瑞士不受欢迎，门诺派散居于阿爾薩斯和普法尔茨地区，严格拘泥于字句造成了他们的分裂。1693年，阿米什派正式分立。这一段渊源，令有些人把阿米什人视为保守的门诺派。18世纪始，一些阿米什人移居美国。许多人最后定居在宾夕法尼亚州，其他的扩展到伊利诺伊州、印第安纳州、爱荷华州、肯塔基州、密歇根州、明尼蘇達州、密西西比州、密蘇里州、內布拉斯加州、纽约州、俄亥俄州、马里兰州、田纳西州、威斯康辛州、缅因州和加拿大。
绝大多数阿米什人社区最终未能保持阿米什人特征。1860年起的几次大分裂造成了这样的结局。当时，在俄亥俄州举行的牧师联会关注了如何面对来自现代社会压力的问题。会议本身就存有进步主义思想，牧师们必须聚集在一起，讨论阿米什教会所遇到的前所未有的问题。但是保守的牧师抵制了牧师联会。于是，在之后的几十年，进步主义的阿米什教会就逐渐被吸纳到“旧式”的门诺派中。小部分残余演变成今天的阿米什人。当电力和汽车等阿米什人拒绝接纳的技术在社会中广为使用后，围绕阿米什社区的旅游业开始兴盛。
有一部由澳大利亚导演拍摄的故事片《证人》用很大的篇幅描述了阿米什人的生活。

## 人口和分布地区
阿米什人現在人口約200,000人，平均每个家庭的儿童数为7人，人口增长迅速，并且不断开拓新的定居点和耕地，旧信条社区分布于21个州，主要分布在美國俄亥俄州、賓州、印第安那州和加拿大境內。
主要居住地的人口数目如下：
| 地 区        | 人 口  |
| ------------ | ------ |
| 俄亥俄州     | 55,000 |
| 宾夕法尼亚州 | 47,000 |
| 印第安纳州   | 37,000 |

旧信条阿米什人不传教，所以也很少有外人变成阿米什人。其他阿米什社区的确有宣教活动。

## 宗教、生活方式和文化
阿米什人的生活方式被社区的「条令」（德语：Ordnung）所规范。各个阿米什社区，甚至同一社区内的不同街区的条令都不尽相同。
阿米什人的生活方式和文化很难概括，因为没有一个概论能涵盖所有的阿米什社区。阿米什团体可能因为帽沿的宽度、是否允许吸烟、马车的颜色等问题而分裂。總的而言，他們重視宗教的自由、和平、家族、團契、弟兄姐妹、跟世上分裂、不可暴力、不去當兵，不參與政府的事。按照“有人打你的右臉，連左臉也轉過來由他打。”的經文，過無抵抗的生活。在這社會裡，團體精神比個人主义、協力比競爭、靈性比擁有的物質更有價值。

### 宗教侍奉
阿米什人普遍堅信上帝。旧信条阿米什人每两周的一个星期日會在私人住宅聚会禮拜。他們沒有豪華的教堂，平常的聚會就是在自家的農舍，一間稱之為社屋的地方舉行。平均每个教区有168名信徒，因此通常要坐在好几个房间裡，男女分坐兩邊。崇拜由一个传道人或主教的简短布道开始，接着是读经（用一種獨特的日耳曼語讀著古老的聖經）和默祷，然后是一个较长的布道。崇拜过程中有赞美诗，没有伴奏及和声，低声吟唱，通常一首诗歌要持续15分钟之久。
崇拜后有午餐及社交活动。崇拜仪式和诗歌均使用德语。根据《圣经·使徒行传》第一章23至26节，传道人和执事从会众推举的名单中抽签选出。他们终身侍奉，并且不接受正规训练；阿米什人的主教从传道人中选出。

### 骄傲和谦卑
两个重要的概念有助于理解阿米什人的日常行为：对“骄傲”的恐惧和对“谦卑”的推崇。谦卑通常表达为“顺服”和“交托”，也许更确切的理解是不情愿表达自我主张。愿意顺服于上帝的旨意，并且表达为团体规范，在美国以个人主义为中心的文化中是一个异数。反个人主义倾向是下列行为的出发点：拒绝使用节省劳力的技术，以免不依赖邻居的帮助；不使用电力，以免造成购买显示身分地位的商品而竞争；不照相，以免造成个人或家庭的虚荣心。近似的做法还包括拒绝初中以上的教育，特别是理论学习，对日常的农场生活毫无帮助，只会引发个人或物质方面的野心。在美国的高中教育裡，培养竞争和自立意识是件好事，而这与阿米什人的价值观截然相反。

### 与世隔绝
阿米什人通常引用三段《圣经》经文来浓缩他们的文化态度：
《哥林多后书》第6章第14节：“你们和不信的原不相配，不要同负一轭。义和不义有什么相交呢？光明和黑暗有什么相通呢？”
《哥林多后书》第6章第17节：“又说，你们务要从他们中间出来，与他们分别，不要沾不洁净的物，我就收纳你们。”
《罗马书》第12章第2节：“不要效法这个世界。只要心意更新而变化，叫你们察验何为神的善良，纯全可喜悦的旨意。”
阿米什人与非阿米什人保持最低限度的接触。然而，随着土地价格上涨，低技术农场产出降低，许多阿米什人被迫离开农场，在工厂和建筑工地做工，或在旅游景点做手工艺品牟利。阿米什人对这类接触的后果和自身文化的商业化感觉非常矛盾。装饰艺术在阿米什人的真实生活裡非常次要，虽然价格昂贵的阿米什床单是宝贵的文化遗产，阿米什人用怀疑的眼光看待这些东西，认为这是容易培养自我和虚荣的领域。

### 洗礼和闪避
阿米什人和其他再洗礼派认为给儿童洗礼没有意义；这正是这个教派名字的来由。阿米什儿童在所有问题上都必须遵从父母的意愿；但是，年龄满了的时候，他们被期望作出成人的承诺来终身侍奉教会。
当然，会有许多年轻人作出相反的选择。有一个阶段称为“徘徊”，被外界广泛误解。这通常是指青春期到正式成人承诺终身委身于阿米什生活方式之间的阶段。对于非阿米什人家庭，年轻人在这个阶段有些越轨行为是可理解的，但是这并非阿米什人所期望。有人选择不加入教会，因而脱离社区。有些社区会主动闪避脱离教会的人，甚至闪避去不同阿米什社区的人。也有社区几乎不闪避，与脱离教会的人保持密切的家庭和社交联系。

### 现代科技

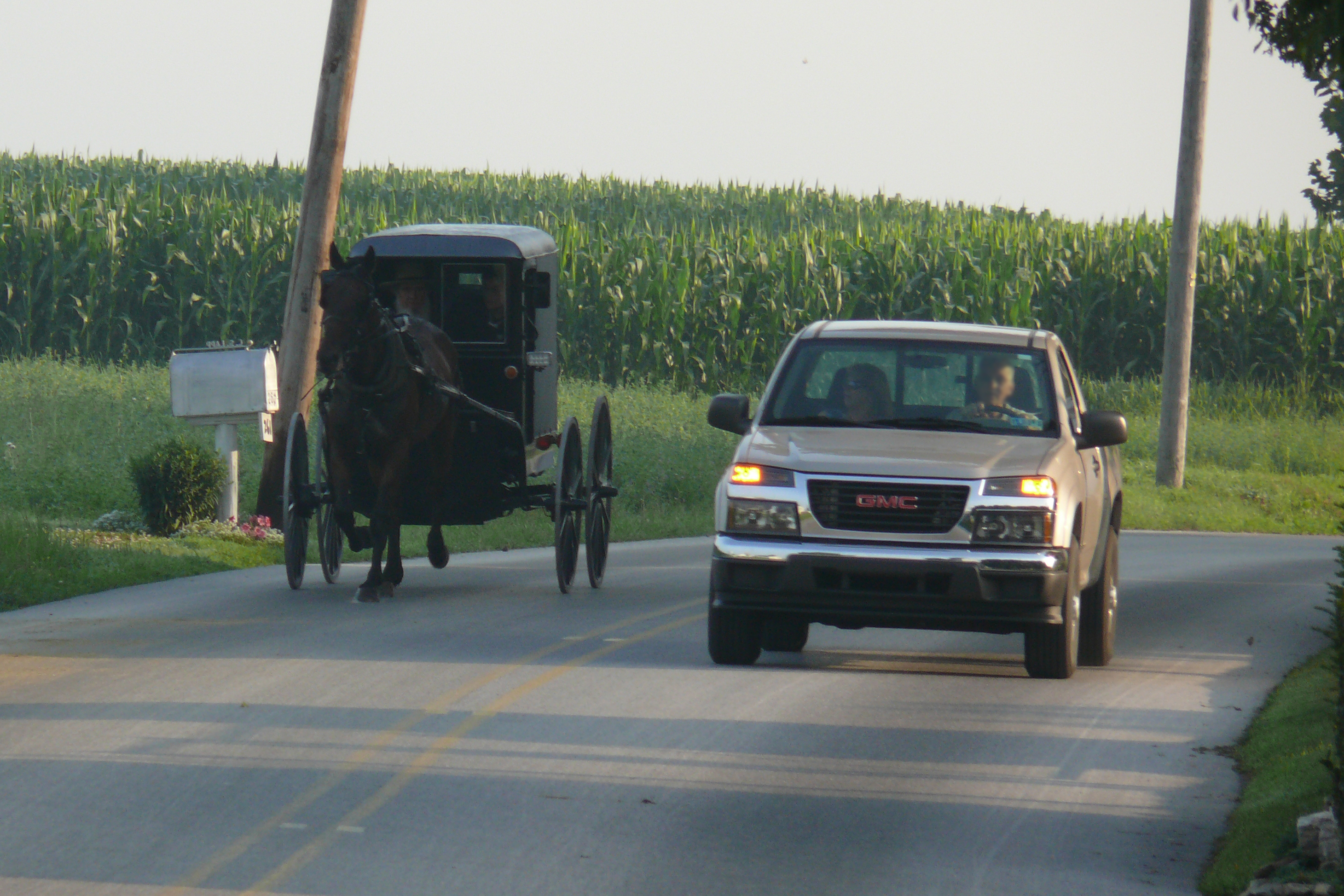
阿米什與現代，兩種交通工具的對比。攝於賓夕法尼亞州蘭開斯特縣

阿米什人的生活很簡樸，多数阿米什人（特别是旧教条派）以不使用电力和汽车而著称。他们也沒有腳踏車，只准有煤氣馬達。他們如此行事的理由却往往被误解。阿米什人并不视技术为邪恶。他們不接受現代文明是因為他們認為這些新事物會影響家族的團聚或者使生活變得複雜。接不接受新事物由每個教區（church district）自行決定。人们可以请求社区接纳技术。在一些社区，教会领袖定期召开会议审理这类请求。在某些社区可以随时召开这样的会议。因为阿米什人及其他门诺派教会，不像圣公会或天主教会有自上而下的治理系统，每个社区对哪些技术可接纳有不同看法。
例如，电力被视为与“世俗世界”的联系。使用电力会导致使用家用电器，令阿米什人简朴的生活方式复杂化，引发为了物质生活的个人竞争，进而摧毁整个社区。然而，在某些阿米什社区，电力可以使用在特定场合。例如，没有电力就无法从事劳作，那么12伏特的电池就是可接受的。发电机仅允许用于金属焊接、电池充电、驱动牛奶搅拌机等。许可12伏特电力系统的理由是预防滥用电气设备。大多数12伏特电源不足以驱动“世俗的”现代电器，如电视机、电灯泡或电风扇等。在某些情形下，室外电器可能是允许的，例如剪草机等。阿米什人抽取地下900米深处的天然气，用作天然气灯和特制冰箱的能源。同时阿米什人还抽取地下水供社区使用。
阿米什社区用妥协的方法接纳技术，在外人看来非常古怪。例如有的社区，如果有人推或马拉，那么汽油动力的剪草机就是不被许可的。理由是，坚持手工耕作，就不会受诱惑去购买更多土地，使自己超过同一社区的其他人家。许多阿米什社区也接纳化学杀虫剂和基因改良农作物。总而言之，阿米什人试图避免的不是技术，而是技术对社区的负面影响。

#### 各阿米什社區對現代科技的允許程度
下方列表列出在不同的阿米什社區對主流現代科技的使用許可與否。原則上汽車不允許在舊的或新的阿米什社區中使用，也不允許收音機、電視，或者在大多數的場合也禁止使用網際網路。
| 社區             | 農用拖拉機 | 耕耘機 | 動力割草機 | 丙烷 | 牛乳運輸罐 | 機械式榨乳機 | 機械式冰箱 | 麥稈打包機 | 室內沖水馬桶 | 流水式浴缸 | 使用拖拉機驅動皮帶 | 氣動工具 | 鏈鋸 | 油燈 | 驅動式洗衣機 |
| ---------------- | ---------- | ------ | ---------- | ---- | ---------- | ------------ | ---------- | ---------- | ------------ | ---------- | ------------------ | -------- | ---- | ---- | ------------ |
| Swartzentruber   | 否         | 否     | 否         | 否   | 否         | 否           | 否         | 否         | 否           | 否         | 否                 | 某些     | 否   | 否   | 是           |
| 內布拉斯加       | 否         | 否     | 否         | 否   | 否         | 否           | 否         | 某些       | 否           | 否         | 否                 | 否       | 某些 | 否   | 是           |
| Swiss (Adams)    | 否         | 否     | 某些       | 否   | 否         | 否           | 否         | 否         | 某些         | 否         | 否                 | 某些     | 某些 | 某些 | 某些         |
| Buchanan/Medford | 否         | 否     | 否         | 否   | 否         | 否           | 否         | 否         | 否           | 否         | 否                 | 某些     | 否   | 是   | 是           |
| Danner           | 否         | 否     | 否         | 某些 | 否         | 否           | 某些       | 否         | 否           | 否         | 是                 | 否       | 否   | 是   | 否           |
| 吉奧格縣         | 否         | 否     | 否         | 否   | 否         | 否           | 否         | 某些       | 是           | 是         | 是                 | 是       | 是   | 是   | 是           |
| Holmes Old Order | 否         | 某些   | 某些       | 否*  | 否         | 否           | 某些       | 是         | 是           | 是         | 是                 | 是       | 是   | 是   | 是           |
| Elkhart-LaGrange | 否         | 某些   | 某些       | 某些 | 某些       | 某些         | 某些       | 某些       | 是           | 是         | 是                 | 是       | 是   | 是   | 是           |
| Lancaster        | 否         | 否     | 某些       | 是   | 否         | 是           | 是         | 是         | 是           | 是         | 是                 | 是       | 是   | 是   | 是           |
| 納帕尼           | 否         | 是     | 是         | 是   | 是         | 是           | 是         | 是         | 是           | 是         | 是                 | 是       | 是   | 是   | 是           |
| 卡洛納           | 是         | 是     | 是         | 是   | 是         | 是           | 是         | 是         | 是           | 是         | 是                 | 是       | 是   | 是   | 是           |

* 允許天然氣

### 语言
除了英语，多数阿米什人说一种独特的高地口音德语，称为“宾夕法尼亚德语”。不仅仅是阿米什人，许多居住在宾夕法尼亚的德裔移民也说这种语言。“瑞士阿米什人”说阿勒曼尼语，他们称作“瑞士语”。河滨阿米什人，特别是1960年代后出生的，趋向于在家主要说英语。阿米什儿童先学德语，然后才学英语。各个社区的口音不同。他们的德语与其他再洗礼派社区的口音也有差异。
他們在生活和禮拜當中會使用宾夕法尼亚德语，在學校學英語。

### 服装

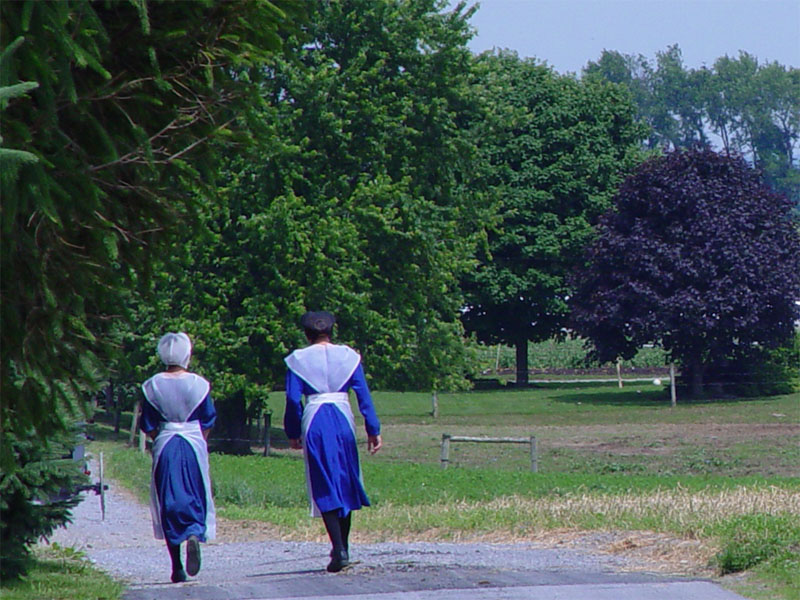
蘭開斯特縣阿米什人背影

阿米什社會多數男性都頭戴寬邊草帽，穿吊帶長褲。女性穿單色長裙外加圍巾，頭上則戴無邊白色小帽。這些傳統源自於歐洲瑞士到德國再移民美國前的服裝，在賓州蘭開斯特郡，住民都穿著這種傳統服裝。
一些社区的着装规范包括禁止纽扣，只用褡袢。也有些社区允许服装上缝纽扣。禁止纽扣的原因是它与军服的历史渊源。通用的美学标准是“朴素”：一个人的衣着不能以剪裁、颜色或其他风格来引人注目。然而，阿米什人的服装款式仍停留在19世纪风格，他们出现在外部世界时显得特立独行，与其初衷相反，常引来好奇的目光。
阿米什男人在单身的时候胡须剃得很干净，结婚后留鬓鬚。嘴唇上面不准留鬚，因为在16到17世纪的欧洲这是军队的习俗。

## 教育
阿米什人不让子女接受初中以上的教育，认为到这个阶段的基本知识就足够应付阿米什人的生活方式。阿米什人几乎没几个人上高中，读大学的就更罕见。八年級結束以後，他們會教男孩木匠的技術或是農業的事，女孩從十二歲開始學料理和家事，十六岁能有男朋友。
阿米什人的家庭就是他們的學校，也是他們的教會，许多阿米什社区开办自己的学校，通常是一个大通房，教师也来自阿米什社区。
在过去，阿米什人因为学校的事与外界发生了大冲突。1972年，三个阿米什家庭拒绝送14岁和15岁的孩子上高中，被判处罚金5美元。威斯康辛州最高法院推翻了这个判决，裁定：以“接受义务教育”为由，违反宪法第一修正案的信仰自由条款，不具备正当性。联邦最高法院维持了复审裁决。
現在，大部分的冲突已经解决，政府教育当局允许阿米什人以自己的方式教育孩子。某些州的法律禁止低于某个年龄的孩子辍学，即使孩子已经初中毕业。变通的做法是，让孩子不断地重读八年级，直到可以合法离校的年龄。

## 慶祝活動
他們在慶祝的時候會舉行所謂拼布蜜蜂會，即是許多婦女群集在一起製作拼布被毯，大家一邊享受樂趣、食物和閒聊，完成的拼布賣掉的收入則當作慈善捐款，他們的被毯都是利用舊衣服或剩布所完成，使用的顏色都是暗紫、藕紫、翠綠、咖啡、深紅、淺褐色、鐵青、朱紅、暗紅、灰色、黑色等等，不使用白布，因為白布只在喪禮的時候使用。他們還有一樣象徵性的東西就是臉部沒有五官的娃娃，因為這是他們的教規，在聖經裡面提到“不可為自己作什麼形象，彷彿上天、下地……的百物”，信奉阿米什教派的母親們世世代代為他們的女兒縫製這些娃娃，式樣始終如一，毋需變換、美化或改良，只須經久耐用。

## 与外部世界的关系

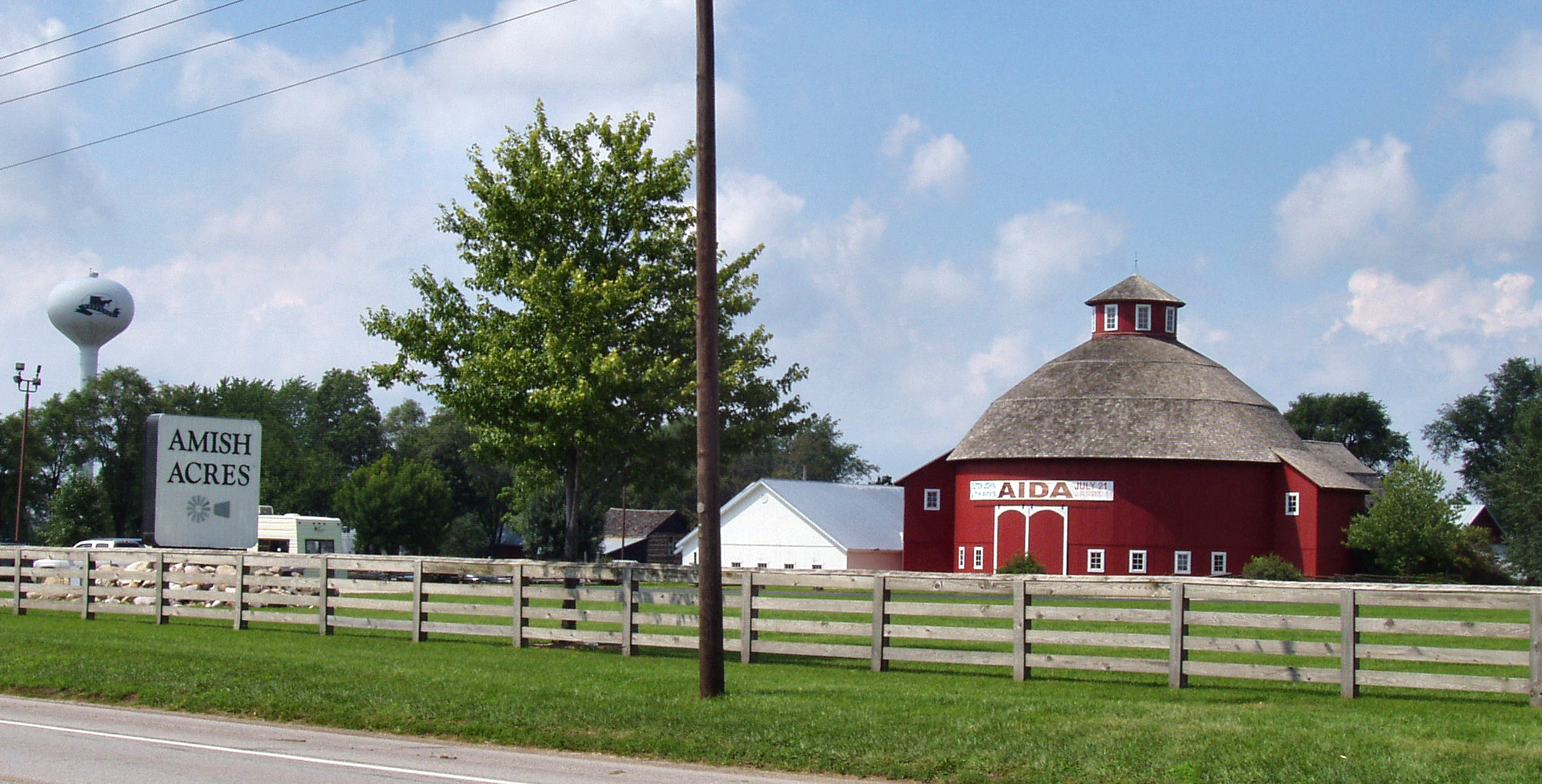
阿米什人的地產

阿米什人作为整体受到了现代世界的压力。例如《童工法》，对阿米什人长期保持的生活方式是个威胁。阿米什儿童在年幼时（以21世纪的标准）就被教导努力工作。孩子从事新的工作时，通常父母会监督以确保效率和安全。由父母来决定孩子能否从事危险的工作，与现代《童工法》有抵触。
与外界的印象相反，阿米什人會行使投票权，而且被全国性政党视为潜力巨大的摇摆选民：他们的和平主义和社会道义对左派政党很有吸引力，而他们的保守主义形象又符合右翼政党的口味。他们奉行非暴力不抵抗，所以很少进行自卫。在战争时期，他们采取良心反战立场。
如许多门诺会的人一样，阿米什人不介入保险，而依靠教会和社区的支持。比如谷仓毁于火灾或其他灾害，整个社区会一起来修复，通常一天内就完工。
1961年，美国税务局宣布，鉴于阿米什人不接受政府的社会福利，而且出于宗教理由不接受保险，他们也无须缴纳相关的税项。1965年这一政策正式写入法律。某些团体和雇主也适用免交社会福利税，然而法律规定他们必须供养年长和残疾成员。阿米什人实际纳税比较重，特别是房地产税，因为他们很少接受政府服务。
阿米什人有时受到邻近社区的敌视和歧视。在第一次世界大战期间，阿米什人的和平主义立场引发了许多骚扰，被迫应征入伍的阿米什人也受到各种形式的刁难。

### 易于混淆的其他族群
再洗礼派的宗教团体普遍拒绝使用汽车并且与外界隔绝，有时旧信条门诺会、胡特尔派和日尔曼浸信弟兄会也被外人误认为是阿米什人。这些人都是来自欧洲的移民，但是拥有不同的口音和宗教传统。也有人把阿米什人与摩门教混为一谈。

## 性侵犯的争议
若干新近出现的高曝光率案件引发了人们对阿米什社区儿童性侵犯问题的关注，这个问题被称为“某些社区的瘟疫”。旧信条社区的主教和牧师们解决了争端，并且发出惩罪令（通常只是「閃避」），所以性侵犯从未向司法机构报案。受害人很难讨回公道，而向外求助可能会被本族人闪避。玛丽·拜勒在8到14岁期间被自己的兄弟们强奸了上百次，由于报了案她被逐出教会并离开阿米什社区。大卫·犹德回忆说，在保守的Swartzentruber 阿米什家庭有人与自己的女儿乱伦，得到的惩罚仅仅是90天的闪避。还有一个阿米什女子被自己的姐（或妹）夫经常强奸，而施暴者最终仅被处以两个半月的闪避。一些社区也曾被指责过于宽容对儿童身体侵犯的行为。即使如此，有关儿童身体侵害或性侵犯在阿米什社区发生的比例并不比在普通社会高，問題是与外界社会的隔绝使受害者很难寻求帮助。

## 電影
與阿米希人有關的電影有：
- 《證人》，1985年，哈里遜·福特主演
- 《惡魔的遊樂場（英语：Devil's Playground (2002 film)）》，2002年，記錄片
- 《貧富之間（英语：For Richer or Poorer）》，1997年，提姆·艾倫主演

## 電視劇
與阿米希人有關的有：
- 《百戰天龍》或《馬蓋先》港《玉面飛龍》(MacGyver)，第四季第3集，The Outsiders 1988年，Richard Dean Anderson主演，電視劇
- 《推理女神探》(Murder She Wrote)，第七季第20集
- 《德克斯特的實驗室》，第二季第12集C段，德克斯特的鄉村生活（Ol' McDexter），1997年10月1日，動畫劇集。
- 《鐵證懸案》第五季第3集，2007年，Kathryn Morris主演，電視劇
- 《识骨寻踪》(Bones) 第五季第3集，2009年，FOX電視劇
- 《實習醫生格雷》(Grey's Anatomy) 第三季第13集 2007 電視劇
- 《Trouble in Amish Paradise》BBC 紀錄片 記錄兩位阿米希青年人對阿米希實行的省思，被迫離開社區的經過。[11][12]
- 《Leaving Amish Paradise》BBC 紀錄片 記錄離開阿米希社區過日子的兩家人的生活，Trouble in Amish Paradise的續集。[13][14]
- 《阿米什的恩典》(Amish Grace) ,2010， 電視电影，19届基督教国际电影节最佳影片奖
- 《魅力克利夫蘭》(Hot in Cleveland)第二季第11集， 2011, 美國電視劇，提及俄亥俄州的阿米希人。
- 《蓋酷家庭》(Family Guy), 第十季第7集，2011，美國動畫片
- 《破產姐妹》(2 Broke Girls) 第二季第7集 2012 電視劇
- 《阿米希黑手党》(Amish Mafia), 2012, 电视剧，美国discovery channel
- 《黑吃黑》(Banshee), 2013, 电视剧，美国Cinemax
- 《美女上錯身》（Drop Dead Diva）第五季第13集， 2013， 美國電視劇(Lifetime)
- 《勁爆女子監獄》（Orange is the new black）第三季第9集， 2015， 美國電視劇(Netflix)
- 《雨傘學院》第三季第2集，2022，美國Netflix電視劇

## 延伸閲讀
- Die Botschaft – Lancaster, PA – Newspaper for Old Order Amish and Old Order Mennonites; only Amish may place advertisements.
- The Budget 的存檔，存档日期April 13, 2010，. – Sugarcreek, OH – Weekly newspaper by and for Amish.
- The Diary – Gordonville, PA – Monthly newsmagazine by and for Old Order Amish.
- Beachy, Leroy (2011). Unser Leit ... The Story of the Amish. Millersburg, OH: Goodly Heritage Books. ISBN 0-9832397-0-3
- DeWalt, Mark W. (2006). Amish Education in the United States and Canada. Rowman and Littlefield Education.
- Garret, Ottie A and Ruth Irene Garret (1998). True Stories of the X-Amish: Banned, Excommunicated and Shunned, Horse Cave, KY: Neu Leben.
- Garret, Ruth Irene (1998). Crossing Over: One Woman's Escape from Amish Life, Thomas More.
- Gehman Richard. "Plainest of Pennsylvania's Plain People Amish Folk". National Geographic, August 1965, pp. 226–53.
- Good, Merle and Phyllis (1979). 20 Most Asked Questions about the Amish and Mennonites. Intercourse, PA: Good Books.
- Hostetler, John A. ed. (1989). Amish Roots: A Treasury of History, Wisdom, and Lore. Baltimore: Johns Hopkins University Press.
- Igou, Brad (1999). The Amish in Their Own Words: Amish Writings from 25 Years of Family Life, Scottdale, PA: Herald Press.
- Johnson-Weiner, Karen M. (2006). Train Up a Child: Old Order Amish and Mennonite Schools. Baltimore: Johns Hopkins University Press.
- Johnson-Weiner, Karen M. (2017) New York Amish : Life in the Plain Communities of the Empire State (Cornell UP, 2017).
- Keim, Albert (1976). Compulsory Education and the Amish: The Right Not to be Modern. Beacon Press.
- Kraybill, Donald B. "Amish." in Gale Encyclopedia of Multicultural America, edited by Thomas Riggs, (3rd ed., vol. 1, Gale, 2014), pp. 97–112. online （页面存档备份，存于）
- Kraybill, Donald B. (2008). The Amish of Lancaster County. Mechanicsburg, PA: Stackpole Books.* Kraybill, Donald B. ed. (2003). The Amish and the State. Foreword by Martin E. Marty. 2nd ed.: Baltimore: Johns Hopkins University Press.
- Kraybill, Donald B. (2014). Renegade Amish: Beard Cutting, Hate Crimes, and the Trial of the Bergholz Barbers. Baltimore: Johns Hopkins University Press.
- Kraybill, Donald B. & Carl D. Bowman (2002). On the Backroad to Heaven: Old Order Hutterites, Mennonites, Amish, and Brethren. Baltimore: Johns Hopkins University Press.
- Kraybill, Donald B. & Steven M. Nolt (2004). Amish Enterprise: From Plows to Profits. 2nd ed. Baltimore: Johns Hopkins University Press.
- Kraybill, Donald B., Steven M. Nolt & David L. Weaver-Zercher (2006). Amish Grace: How Forgiveness Transcended Tragedy. New York: Jossey-Bass.
- Kraybill, Donald B., Steven M. Nolt & David L. Weaver-Zercher (2010). The Amish Way: Patient Faith in a Perilous World. New York: Jossey-Bass.
- Luthy, David (1991). Amish Settlements That Failed, 1840–1960. LaGrange, IN: Pathway Publishers.
- Nolt, Steven M. and Thomas J. Myers (2007). Plain Diversity: Amish Cultures and Identities. Baltimore: Johns Hopkins University Press.
- Schachtman, Tom (2006). Rumspringa: To be or not to be Amish. New York: North Point Press.
- Schlabach, Theron F. (1988). Peace, Faith, Nation: Mennonites and Amish in Nineteenth-Century America. Scottdale, PA: Herald Press.
- Schmidt, Kimberly D., Diane Zimmerman Umble, & Steven D. Reschly, eds. (2002) Strangers at Home: Amish and Mennonite Women in History. Baltimore: Johns Hopkins University Press.
- Scott, Stephen (1988). The Amish Wedding and Other Special Occasions of the Old Order Communities. Intercourse, PA: Good Books.
- Smith, Jeff (2016). Becoming Amish. Cedar, MI: Dance Hall Press
- Stevick, Richard A. (2007). Growing Up Amish: the Teenage Years. Baltimore: Johns Hopkins University Press.
- Umble, Diane Zimmerman (2000). Holding the Line: the Telephone in Old Order Mennonite and Amish Life. Johns Hopkins University Press.
- Umble, Diane Zimmerman & David L. Weaver-Zercher, eds. (2008). The Amish and the Media. Johns Hopkins University Press
- Weaver-Zercher, David L. (2001). The Amish in the American Imagination. Baltimore: Johns Hopkins University Press.
- Yoder, Harvey (2007). The Happening: Nickel Mines School Tragedy. Berlin, OH: TGS International.

## 參閲
- 2006年阿米什校园枪击事件
- 德裔宾夕法尼亚人
- 盧德運動
- 無條件基本收入
- 簡單生活
- 阿米什人生活在現代世界（英语：Amish life in the modern world）

## 外部連結
- "Amish"（页面存档备份，存于） in the Global Anabaptist Mennonite Encyclopedia Online
- "Amish Studies" （页面存档备份，存于） at Young Center for Anabaptist & Pietist Studies at Elizabethtown College（英语：Elizabethtown College）
- "The Amish" （页面存档备份，存于）  from the Missouri Folklore Society
- "Amish America"（页面存档备份，存于）